# Вотсон Артс центар у Дофену
Вотсон Артс центар у Дофену, Манитоба, Канада, саграђен између 1904 и 1905. године, првобитно је служио као градска већница и седиште ватрогасне службе. Данас служи као уметнички и рекреативни центар општине Дофен. Ова грађевина чврсте структуре од жуте препечене опеке са доминантном квадратном кулом, смештена на углу главни улице, окружена је многобројним комерцијалним и стамбеним објектима и железничком станицом.

## Историјат
Вотсон Артс центар изграђен је у Дофену (фра/енг Dauphin) градићу на југозападу канадске провинције Манитобе, који је  2011. имао 8.200 становника.
Прве насеобине на месту данашњег Дофена настале су 1883. године као два одвојена насеља Стари Дофен и Гартмор. Изградња железнице 1896. довела је до интензивније колонизације подручја и настанка данашњег града. Насеље је 1901. добило статус града што је довело до привредног раста и претворило град у центар трговине житом. Пољопривреда и данас игра важну улогу у привредном животу града.
Као импозантни објекат у насељу Стари Дофен, Вотсон Артс центар, првобитно је био намењен за Градску кућу. Саграђен је 1905. у романском стилу, и једна је од импозантних грађевина настала с почетка интензивног развоја Дофена као града. 
Зграда је добра илустрација једног од јавних градских објеката за вишенаменску употребу, изграђених у руралној Манитоба почетком двадесетог века. У овом двоспратном добро прилагодљивом објекту више од пет деценија биле су смештене одабрана владине службе, укључујући и општинске канцеларије, суд, затвор, противпожарну службу и у каснијим годинама, Канадски краљевски коњички полицијски одред. У каснијем историјском периоду развоја Дофена, објекат је наставио да живи и доприноси даљем културном развоју града, као уметнички и рекреативни центар.

## Архитектура
Кључни архитектонски елементи који дефинишу изглед Вотсон Артс центра у Дофену грађени су у романском стили, од жуто пребојене опеке, камена и лима, као делови функционално оригиналног вишенаменског објеката. 
Објекат је пројектовао локални архитекта Стјуарт Гики (Stuart Geekie) 1904. године када је почела и његова градња.
Значајна карактеристика објекта изражена су кроз симетричну зидану структуру од чврстог материјала, високу два спрата, правоугаоног облика. Објекат је препокривенусредње-косим кровом, и обложен лимом. На згради доминирају високи прозори до другог спрата. 
На једном од углова налази се квадратна кула са звонаром, висока 20 метара, и горњим пиластерима, који окружују лучне отворе, испод којих је у каменој плочи урезан датум изградње „1905“.